# قبة مخمسة
القبة المُخمَّسة (بالإنجليزية: Pentagonal cupola) متعدد وجوه موشوري من عائلة القباب، لها قاعدتين: الصغرى مُخمَّس، والكبرى مُعشَّر. 
لو كانت حروف القبة المخمسة كلها متساوية الطول فإنها توصف بأنها قبة مُنتظَمة، والقبة الخماسية المنتظَمة هي أحد مجسمات جنسون، رمزها: J5. يُفترض أن القبة المُخمسة منتظمَة ما لم يُذكر خلاف ذلك

## الخواص
يُفترض عند التعامل مع القباب المُخمَّسة أنها منتظَمة، أي أن وجوهها مضلعات منتظمة، ما لم يُذكر خلاف ذلك.
القبة المُخمَّسة مُتعدِّد وجوه من الموشوريات، أي أن رؤوسها تقع في مستويين متوازيين. للقبة المُخمَّسة 12 وجًها: 5 مثلثات متساوي الأضلاع، و5 مُربَّعات ومخمَّس منتظم ومُعشَّر منتظم، طول ضلع كل من هذه الوجوه هو {\displaystyle a}، ويُمكن استعماله لحساب ارتفاع القبة المُخمَّسة (العامد الواصل بين مركزي القاعدتين)  {\displaystyle h} ونصف قطر الكرة المحطية {\displaystyle R}، ومساحة سطحها {\displaystyle A} وحجمها {\displaystyle V} بالصيغ التالية:
{\displaystyle {\begin{aligned}h&={\sqrt {\frac {5-{\sqrt {5}}}{10}}}a&\approx 0.526a,\\R&={\frac {\sqrt {11+4{\sqrt {5}}}}{2}}a&\approx 2.233a,\\A&={\frac {20+5{\sqrt {3}}+{\sqrt {5\left(145+62{\sqrt {5}}\right)}}}{4}}a^{2}&\approx 16.580a^{2},\\V&={\frac {5+4{\sqrt {5}}}{6}}a^{3}&\approx 2.324a^{3}.\end{aligned}}}
القبة المُخمَّسة المنتظمة مُحدَّبة وهي أحد مُجسمَّات جنسون، ورمزها: J5، وهي أيضًا متعدد وجوه ابتدائي، أي لا يُمكن إنشاء متعددي وجوه منتظمين بقطعها بمستو.
للقبة المُخمَّسة تناظر محوري، يمرُّ محور تناظرها من مركز القاعدتين الصغرى والكبرى، وهي متناظرة بالتدوير لو دُوِّرت خمس دورة أو خمسيها أو ثلاثة أخماسها أو أربعة أخماسها أو دورة كاملة. ولها أيضًا تناظر مرآتي بالنسبة لأي مستوٍ يعامد قاعدتيها وينصفهما مرورًا برأسين متقابلين كل قاعدة. لذلك لها تناظر هرمي وزمرة دورية {\displaystyle C_{5\mathrm {v} }} رتبتها 10.

## متعددات وجوه ذات صلة
تُستعمل القبة المُخمَّسة في إنشاء متعددات وجوه أخرى بعمليات:
| اسم العملية    | التعريف                                                                   | مجسَّمات تنتج بتطبيقها |
| -------------- | ------------------------------------------------------------------------- | --- |
| التعزيز        | إلصاق القاعدة الكبرى لقبة مخمسة واحد أو أكثر على وجوه متعدد وجوه آخر      | ثنائي القبة المُخمَّسة القائم {\displaystyle J_{30}}، ثنائي القبة المُخمَّسة المبروم {\displaystyle J_{31}}، طارمي قبي مُخمَّس قائم مُطال {\displaystyle J_{32}}، طارمي قبي مُخمَّس مبروم مُطال {\displaystyle J_{33}}، اثنا عشري الوجوه المبتور المُعزَّز {\displaystyle J_{68}}، اثنا عشري الوجوه المبتور ثنائي التعزيز التقابلي {\displaystyle J_{69}}، اثنا عشري الوجوه المبتور ثنائي التعزيز التخالفي {\displaystyle J_{70}}، اثنا عشري الوجوه المبتور ثلاثي التعزيز {\displaystyle J_{71}}، ذو وجوه اثنا عشري عشروني معيني مبروم {\displaystyle J_{72}}، ذو وجوه اثنا عشري عشروني معيني ثنائي البرم التقابلي {\displaystyle J_{73}}، ذو وجوه اثنا عشري عشروني معيني ثنائي البرم التخالفي {\displaystyle J_{74}}، ذو وجوه اثنا عشري عشروني معيني ثلاثي البرم {\displaystyle J_{75}} |
| الإطالة        | إلصاق قاعدتها الكبرى على قاعدة موشور                                      | قبة مُخمَّسة مُطالة {\displaystyle J_{20}}، ثنائي القبة المُخمَّسة القائم المُطال {\displaystyle J_{38}}، ثنائي القبة المُخمَّسة المبروم المُطال {\displaystyle J_{39}}، طارمي قبي مُخمَّس قائم مُطال {\displaystyle J_{40}} |
| الإطالة بالبرم | إلصاق قاعدتها الكبرى على قاعدة موشور تخالفي                               | قبة مُخمَّسة مُطالة بالبرم{\displaystyle J_{24}}، ثنائي القبة المُخمَّسة المُطال بالبرم {\displaystyle J_{46}}، طارمي قبي مُخمَّسي مُطال بالبرم {\displaystyle J_{47}} |
| البخس          | إزالة قبة مُخمَّسة واحدة أو أكثر من متعدد وجوه آخر، وهي عملية معاكسة للتعزيز | ذو وجوه اثنا عشري عشروني معيني مبخوس {\displaystyle J_{76}}، ذو وجوه اثنا عشري عشروني معيني مبخوس تقابلي البرم {\displaystyle J_{77}}، ذو وجوه اثنا عشري عشروني معيني مبخوس تخالفي البرم {\displaystyle J_{78}}، ذو وجوه اثنا عشري عشروني معيني مبخوس ثنائي البرم {\displaystyle J_{79}}، ذو وجوه اثنا عشري عشروني معيني ثنائي البخس التقابلي {\displaystyle J_{80}}، ذو وجوه اثنا عشري عشروني معيني ثنائي البخس التخالفي {\displaystyle J_{81}}، ذو وجوه اثنا عشري عشروني معيني ثنائي بخس مبروم {\displaystyle J_{82}}، ذو وجوه اثنا عشري عشروني معيني ثلاثي البخس {\displaystyle J_{83}} |

## معرض الصور

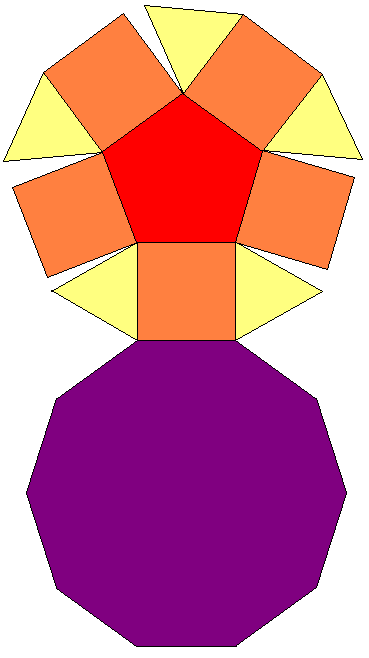
شبكة ملونة لقبة مُخمَّسة منتظَمة
- مُجسَّم ثلاثي الأبعاد لقبة مُخمَّسة منتظَمة
قبة مُخمَّسة مبرومة بزوايا مختلفة لاستعراض وجوهها

## مصطلحات
1. ↑  (بالإنجليزية: Augmentation)
2. ↑  (بالإنجليزية: Elongation)
3. ↑  (بالإنجليزية: Gyroelongation)
4. ↑  (بالإنجليزية: Diminishment)